# Highlands di Cape Breton
Le Highlands di Cape Breton sono un altopiano o un plateau montagnoso che attraversa la parte settentrionale dell'Isola di Capo Bretone, nella Provincia canadese della Nuova Scozia.
Considerate un'estensione dei Monti Appalachi, le Highlands comprendono la parte nord delle contee di Inverness e di Victoria.

## Geografia
Le Highlands sono circondate dall'acqua con l'Oceano Atlantico a est, lo stretto di Caboto a nord e a est, il Golfo di San Lorenzo a nord e a ovest e il lago Bras d'Or a sud. Le altitudini medie sono di 350 metri ai bordi dell'altopiano (nei bacini idrici sopra menzionati), e salgono a più di 500 metri al centro, compreso il punto più elevato a 533 metri di altitudine chiamato White Hill.
L'altopiano è costituito da numerose colline ampie e dolcemente ondulate, tagliate in due da valli profonde e canyon fluviali dalle pareti ripide. I bordi meridionale e occidentale dell'altopiano lasciano il posto ad ampie vallate con suoli derivanti dalla glaciazione e forniscono alcuni dei migliori terreni agricoli di Cape Breton. La maggior parte dei bordi interni e meridionali dell'altopiano sono ricoperti da foreste decidue umide e fresche che creano colori spettacolari durante il fogliame autunnale. I pendii esposti a sud superiori a 300 metri di altitudine generalmente supportano solo l'abete balsamico, a causa della breve stagione di crescita e del clima invernale rigido. I bordi settentrionali e occidentali dell'altopiano, soprattutto ad altitudini elevate, ricordano la tundra artica.
La costa occidentale delle Highlands incontra il Golfo di San Lorenzo in ripide scogliere mentre la costa orientale confina con l'Oceano Atlantico con una pianura costiera in leggera pendenza, bassi promontori e numerose spiagge.

## Il Parco Nazionale e la viabilità
Nel 1936 il governo federale canadese istituì il "Parco nazionale delle Cape Breton Highlands", che copre 950 km² attraverso il terzo settentrionale dell'altopiano. Anche l'autostrada panoramica Cabot Trail circonda il perimetro costiero dell'altopiano,  mentre le aree costiere delle contee di Inverness e Victoria ospitano dozzine di piccole comunità legate alla pesca e al turismo. L'interno dell'altopiano non ha strade pubbliche e pochissima presenza umana, rendendolo una delle aree selvagge più grandi della Nuova Scozia.

## La centrale idroelettrica
Wreck Cove Hydroelectric System è il più grande impianto idroelettrico della Nuova Scozia con una capacità di generazione di 215,8 Megawatt. Costruito dal 1975 al 1978, a sud del Parco Nazionale, Wreck Cove raccoglie l'acqua di drenaggio dai 216 km² dell'altopiano delle Cape Breton Highlands per generare elettricità rinnovabile.